# Filmes de 1934 da Paramount Pictures

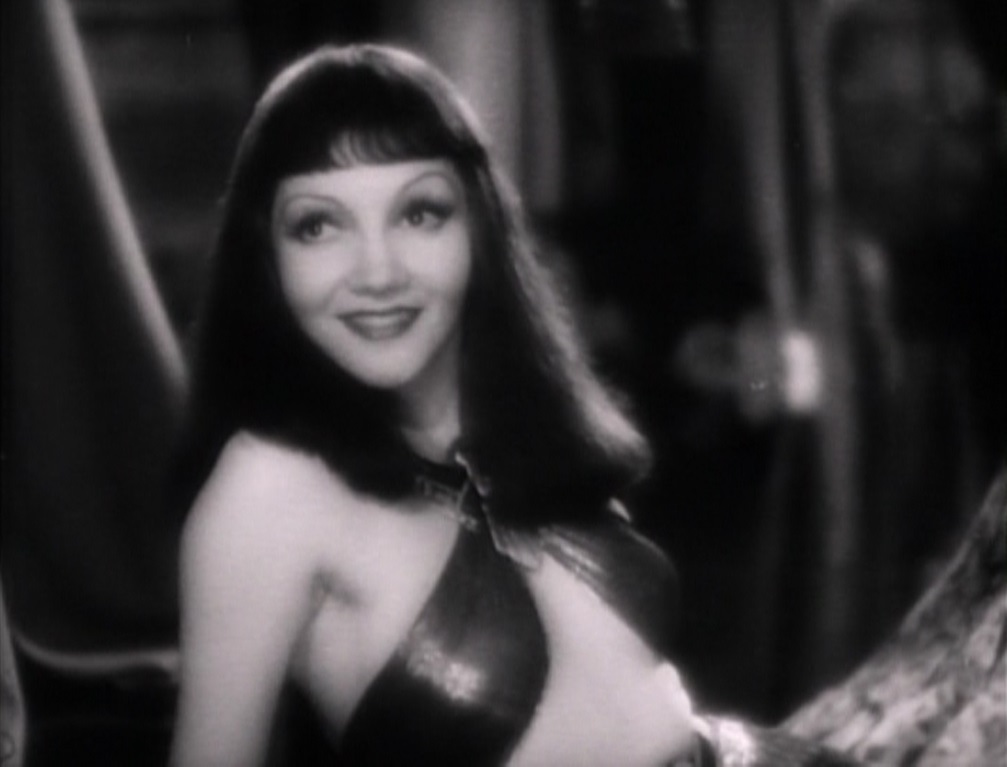
Claudette Colbert em uma cena de Cleopatra

Em 1934, a Paramount Pictures lançou um total de cinquenta e três filmes.

## Destaques
As produções mais significativas foram:
- Belle of the Nineties, comédia escrita e estrelada por Mae West, grande êxito de bilheteria
- Bolero, drama que se tornou um dos maiores sucessos do estúdio graças à química entre os astros George Raft e Carole Lombard[1]
- Cleopatra, espetáculo pseudohistórico de Cecil B. DeMille que recebeu várias indicações ao prêmio Oscar
- Crime Without Passion, "thriller pretensioso mas eficiente, cheio de inovações técnicas",[1] com grande atuação de Claude Rains
- Death Takes a Holiday, clássico do cinema de fantasia, uma alegoria romântica beneficiada pela atuação de Fredric March e direção de Mitchell Leisen
- It's a Gift, considerada pelos fãs a melhor comédia de W. C. Fields,[2] mas quem rouba a cena é o ator mirim Baby LeRoy
- Murder at the Vanities, originária da Broadway, uma mistura de filme de mistério e musical que agradou o público
- The President Vanishes, thriller psicológico, baseado numa história de Rex Stout, com narrativa ágil e inspirados toques cinemáticos de William Wellman"[1]
- The Scarlet Empress, luxuosa reconstituição da subida ao trono russo da rainha Catarina II, fracasso de bilheteria apesar de Marlene Dietrich e dos belos cenários barrocos

## Prêmios Oscar
Sétima cerimônia, com os filmes exibidos em Los Angeles em 1934:
| Filme            | Indicações                                                   | Premiações |
| ---------------- | ------------------------------------------------------------ | ---------- |
| Cleopatra        | Filme Fotografia Gravação de Som Montagem Diretor Assistente | Fotografia |
| She Loves Me Not | Canção                                                       | ---        |

## Os filmes de 1934
| Título original                 | Título PT/BR              | Título PT/PT             | Astros                              | Diretor                                |
| ------------------------------- | ------------------------- | ------------------------ | ----------------------------------- | -------------------------------------- |
| All of Me                       | Toda Tua                  |                          | Fredric March, Miriam Hopkins       | James Flood                            |
| Belle of the Nineties           | Uma Dama do Outro Mundo   |                          | Mae West, Roger Pryor               | Leo McCarey                            |
| Bolero                          | Bolero                    |                          | George Raft, Carole Lombard         | Wesley Ruggles                         |
| Cleopatra                       | Cleópatra                 |                          | Claudette Colbert, Warren William   | Cecil B. DeMille                       |
| College Rhythm                  | Mocidade e Música         |                          | Jack Oakie, Lyda Roberti            | Norman Taurog                          |
| Come On, Marines                | Fuzileiros da Fuzarca     |                          | Richard Arlen, Ida Lupino           | Henry Hathaway                         |
| Crime Without Passion           | Crime Sem Paixão          | Crime Sem Paixão         | Claude Rains, Margo                 | Ben Hecht, Charles MacArthur           |
| Death Takes a Holiday           | Uma Sombra Que Passa      |                          | Fredric March, Evelyn Venable       | Mitchell Leisen                        |
| Double Door                     | A Hiena da Quinta Avenida |                          | Evelyn Venable, Mary Morris         | Charles Vidor                          |
| Eight Girls in a Boat           |                           |                          | Douglass Montgomery, Dorothy Wilson | Richard Wallace                        |
| Elmer and Elsie                 |                           |                          | George Bancroft, Frances Fuller     | Gilbert Pratt                          |
| Four Frightened People          | Mulheres e Homens         |                          | Claudette Colbert, Herbert Marshall | Cecil B. DeMille                       |
| Good Dame                       |                           |                          | Sylvia Sidney, Fredric March        | Marion Gering                          |
| The Great Flirtation            | O Artista e a Dama        |                          | Elissa Landi, Adolphe Menjou        | Ralph Murphy                           |
| Here Comes the Groom            |                           |                          | Jack Haley, Mary Boland             | Edward Sedgwick                        |
| Here Is My Heart                | Meu Maior Desejo          | A Grã-Duquesa e o Criado | Bing Crosby, Kitty Carlisle         | Frank Tuttle                           |
| It's a Gift                     | Um Negócio da China       | É um Presente            | W. C. Fields, Kathleen Howard       | Norman Z. McLeod                       |
| Kiss and Make Up                | O Templo da Beleza        |                          | Cary Grant, Helen Mack              | Harlan Thompson                        |
| Ladies Should Listen            | Mulher em Tudo            | Mulheres Tomem Cautela   | Cary Grant, Frances Drake           | Frank Tuttle                           |
| The Last Round-Up               | O Último Assalto          |                          | Randolph Scott, Barbara Fritchie    | Henry Hathaway                         |
| The Lemon Drop Kid              |                           |                          | Lee Tracy, Helen Mack               | Marshall Neilan                        |
| Limehouse Blues                 | O Mandarim de Londres     |                          | George Raft, Jean Parker            | Alexander Hall                         |
| Little Miss Marker              | Dada em Penhor            |                          | Adolphe Menjou, Dorothy Dell        | Alexander Hall                         |
| Lone Cowboy                     | Um Homenzinho Valente     |                          | Jackie Cooper, Lila Lee             | Paul Sloane                            |
| Many Happy Returns              | Muitas Felicidades        |                          | George Burns, Gracie Allen          | Norman Z. McLeod                       |
| Menace                          |                           | Ameaça                   | Gertrude Michael, Paul Cavanagh     | Ralph Murphy                           |
| Melody in Spring                | Melodia na Primavera      |                          | Lanny Ross, Charles Ruggles         | Norman Z. McLeod                       |
| Miss Fane's Baby Is Stolen      | Dúvida Que Tortura        |                          | Dorothea Wieck, Alice Brady         | Alexander Hall                         |
| Mrs. Wiggs of the Cabbage Patch | Um Sorriso Para Tudo      |                          | Pauline Lord, W. C. Fields          | Norman Taurog                          |
| Murder at the Vanities          | Segue o Espetáculo        |                          | Carl Brisson, Victor McLaglen       | Mitchell Leisen                        |
| No More Women                   | Basta de Mulheres         |                          | Edmund Lowe, Victor McLaglen        | Albert Rogell                          |
| The Notorious Sophie Lang       | A Célebre Sophie Lang     |                          | Gertrude Michael, Paul Cavanagh     | Ralph Murphy                           |
| Now and Forever                 | Agora e Sempre            |                          | Gary Cooper, Carole Lombard         | Henry Hathaway                         |
| The Old-Fashioned Way           | No Tempo do Onça          | À Boa Velha Maneira      | W. C. Fields, Joe Morrison          | William Beaudine                       |
| The President Vanishes          | Pânico na Casa Branca     |                          | Arthur Byron, Edward Arnold         | William Wellman                        |
| Private Scandal                 | Ao Abrir da Porta         |                          | Phillips Holmes, Mary Brian         | Ralph Murphy                           |
| The Pursuit of Happiness        | Direito à Felicidade      |                          | Francis Lederer, Joan Bennett       | Alexander Hall                         |
| Ready for Love                  | Surpresas de Cupido       |                          | Richard Arlen, Ida Lupino           | Marion Gering                          |
| The Scarlet Empress             | A Imperatriz Galante      | A Imperatriz Vermelha    | Marlene Dietrich, John Lodge        | Josef von Sternberg                    |
| Search for Beauty               | A Conquista da Beleza     |                          | Buster Crabbe, Ida Lupino           | Erle C. Kenton                         |
| She Loves Me Not                | Demônio Louro             |                          | Bing Crosby, Miriam Hopkins         | Elliott Nugent                         |
| She Made Her Bed                | Ferocidade                |                          | Richard Arlen, Sally Eilers         | Ralph Murphy                           |
| Shoot the Works                 | Música, Maestro           | Música e Juventude       | Jack Oakie, Ben Bernie              | Wesley Ruggles                         |
| Six of a Kind                   | Os Seis Aventureiros      |                          | Charles Ruggles, Mary Boland        | Leo McCarey                            |
| Thirty-Day Princess             | Princesa por Um Mês       |                          | Sylvia Sidney, Cary Grant           | Marion Gering                          |
| The Thundering Herd             | Maldade                   |                          | Randolph Scott, Judith Allen        | Henry Hathaway                         |
| The Trumpet Blows               | Ao Soar do Clarim         |                          | George Raft, Adolphe Menjou         | Stephen Roberts                        |
| Wagon Wheels                    | Amor em Trânsito          |                          | Randolph Scott, Gail Patrick        | Charles Barton                         |
| Wharf Angel                     | A Dama do Porto           |                          | Victor McLaglen, Dorothy Dell       | William Cameron Menzies, George Somnes |
| We're Not Dressing              | Cupido ao Leme            |                          | Bing Crosby, Carole Lombard         | Norman Taurog                          |
| The Witching Hour               | Vontade Escrava           |                          | Sir Guy Standing, John Halliday     | Henry Hathaway                         |
| You Belong to Me                | Agora És Meu              |                          | Lee Tracy, Helen Morgan             | Alfred Werker                          |
| You're Telling Me               | Apesar dos Pesares        |                          | W. C. Fields, Joan Marsh            | Erle C. Kenton                         |